# Peroxydation des lipides

Mécanisme de la peroxydation des lipides.

La peroxydation des lipides (ou encore la peroxydation lipidique ou lipoperoxydation) est l'oxydation des lipides insaturés, soit par des espèces radicalaires de l'oxygène, soit catalysée par des enzymes.

## Signification biologique
La peroxydation est responsable du rancissement des aliments. 
Elle est aussi - in vivo, c'est-à-dire au sein des cellules et des organismes - responsable de dommages tissulaires dus à la formation de radicaux libres lors du processus de peroxydation. 
Les antioxydants pourraient réduire ces effets délétères. Ceci arrive en présence de molécules « oxydantes » (les espèces réactives de l'oxygène). Les antioxydants sont en effet plus rapidement attaqués par ces espèces, tout en restant stables une fois oxydés, ce qui permet aux lipides de ne pas être touchés.